# Sphendonè
La sphendonè (en grec ancien σφενδόνη / sphendónè), littéralement la « fronde », est un terme employé dans l'Empire byzantin pour désigner tout ce qui par sa forme rappelle cette arme :
- L'extrémité arrondie de l'hippodrome de Constantinople.
- Un sceau, et plus particulièrement au XIVe siècle un type de sceau utilisé pour produire des cachets de cire réservés à l'empereur, son épouse, son fils et l'impératrice douairière. Les hauts fonctionnaires civils et ecclésiastiques devaient pour leur part employer des sceaux de plomb. La sphendonè était sertie sur un anneau et utilisée pour sceller les prostagmata impériaux. À partir du règne de Michel VIII Paléologue, on trouve mentionné l'office de parakoimomène de la sphendonè.